# Боровський Андрій Дмитрович
Андрій Дмитрович Боровський (нар. 13 грудня 2003) — український футболіст, захисник.

## Життєпис
Вихованець «Миколаєва», у складі якого з 2016 по 2019 рік виступав у ДЮФЛУ. У дорослому футболі дебютував за «Миколаїв-2» 11 вересня 2020 року в програному (0:4) домашньому поєдинку 2-го туру групи Б Другій лізі України проти зорянських «Балкан». Андрій вийшов на поле на 46-й хвилині, замінивши Сергія Змієвського. За першу команду «корабелів» дебютував 20 листопада 2016 року в переможному (6:0) домашньому поєдинку 16-го туру Першої ліги України проти херсонського «Кристала». Боровський вийшов на поле на 88-й хвилині, замінивши Богдана Пороха.